# Per-Olof Olsson (simmare)
Per-Olof Verner Olsson, folkbokförd Per Olof Verner Olsson, född 10 december 1918 i S:t Matteus församling i Stockholm, död 12 oktober 1982 i Vadstena församling i Östergötlands län, var en svensk ingenjör samt simmare och landslagskapten. Han vann 25 svenska mästerskap i simning och satte svenskt rekord på 100 meter frisim med tiden 57,5 sekunder.
Olsson var son till ingenjören Adolf Verner Olsson och Maria Ulrika Sund. Han var från 1941 gift med simhopparen Ann-Margret Nirling (1918–1999). Efter studier vid Stockholms tekniska institut var han 1935–1937 anställd som ingenjör vid Kolborstfabriken Bunge AB i Stockholm och var från 1946 VD för AB Dynamoborstfabriken i Vadstena.
Olsson tog SM-guld på 100 meter frisim (långbana) 11 gånger: 1937, 1939 samt 1941–1949. Han blev nordisk mästare på 100 meter frisim 1937 och 1939. 1946–1947 genomförde han en turné i USA där han vann flera tävlingar. 1948 blev han silvermedaljör på 100 meter i frisim under EM i Monte Carlo.

## OS-Resultat

### London 1948
- Opl. 100 meter ryggsim (1.14,6)
- 4:a 4x200 meter frisim (9.09,1)
- 6:a 100 meter frisim (59,3; 59,0)